# Copa de Honor MCBA 1910

La Copa de Honor MCBA 1910 fue la sexta edición de esta competencia organizada por la Argentine Football Association.
En esta edición participaron 7 de los 10 equipos de la Primera División y 5 equipos de la Liga Rosarina.
Debido a un conflicto con la Liga Uruguaya de Football, la copa fue suspendida antes de la disputa de las semifinales.

## Sistema de disputa
Se jugó por eliminación directa a un solo partido. En caso de empate, se jugaba tiempo extra, y en caso de persistir se desarrollaba un nuevo encuentro donde ejerció de local el equipo que fue visita.

## Equipos participantes
| Equipo                  | Ciudad       |
| ----------------------- | ------------ |
| Argentino (Rosario)     | Rosario      |
| Argentino de Quilmes    | Quilmes      |
| Belgrano Athletic       | Buenos Aires |
| Estudiantes (BA)        | Buenos Aires |
| Gimnasia y Esgrima (BA) | Buenos Aires |
| Quilmes                 | Quilmes      |
| Provincial (Rosario)    | Rosario      |
| River Plate             | Buenos Aires |
| Rosario Central         | Rosario      |
| Newell's Old Boys       | Rosario      |
| San Isidro              | San Isidro   |
| Tiro Federal (Rosario)  | Rosario      |

## Fase final
|  | Semifinales | Semifinales |  |  | Final | Final |  |
|  |             |             |  |  |       |       |  |
|  |             |             |  |  |       |       |  |
|  |             |             |  |  |       |       |  |
|  |             |             |  |  |       |       |  |
|  |             |             |  |  |       |       |  |
|  |             |             |  |  |       |       |  |
|  |             |             |  |  |       |       |  |
|  |             |             |  |  |       |       |  |
|  |             |             |  |  |       |       |  |
|  |             |             |  |  |       |       |  |
|  |             |             |  |  |       |       |  |
|  |             |             |  |  |       |       |  |
|  |             |             |  |  |       |       |  |

- El certamen fue abandonado antes de iniciar las fases finales debido a la cancelación del partido internacional contra el equipo uruguayo.